# Kashmir Jehad Force
Kashmir Jehad Force fou un grup format a començament dels anys noranta a Caixmir que el 1997 es va unir a la Muslim Janbaz Force i va constituir la Al Jehad Force. Fou un grup local de Caixmir que no tenia influències externes.